# Lunar Atmosphere and Dust Environment Explorer
Il Lunar Atmosphere and Dust Environment Explorer (LADEE) è stata una sonda spaziale della NASA per l'esplorazione della Luna, lanciata il 7 settembre 2013, dalla Wallops Flight Facility, in Virginia. La missione è terminata il 17 Aprile 2014 quando la sonda è stata fatta intenzionalmente precipitare sulla faccia nascosta della Luna.
L'Ames Research Center ha gestito la progettazione e produzione della sonda e ha diretto le fasi operative della missione. Il Goddard Space Flight Center ha gestito il lancio e l'operatività di alcuni sensori a bordo della sonda. La missione è costata complessivamente 280 milioni di dollari.
Durante la fase nominale della missione – della durata prevista di 100 giorni – LADEE ha orbitato attorno all'equatore lunare e ha utilizzato i propri strumenti per raccogliere informazioni sull'esosfera lunare e sulle polveri in prossimità della superficie della Luna. Gli strumenti includevano un rilevatore delle polveri e due spettrometri. È stata inoltre testata una tecnologia sperimentale per la comunicazione laser tra satelliti.

## Obiettivi della missione

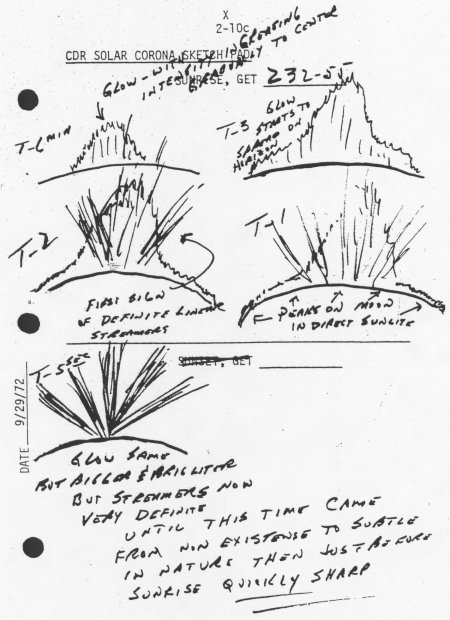
Raffigurazione schematica dei bagliori e raggi visti dagli astronauti della Apollo 17 al sorgere e tramontare del Sole.

Obiettivi della missione sono stati:
- determinare la densità, composizione e variabilità spaziale e temporale dell'atmosfera e dell'esosfera lunare;
- investigare i processi alla base della loro dinamica e che conducono alla loro formazione;
- determinare i fenomeni associati al trasporto della polvere, sollevata per effetti elettrostatici e valutarne le ricadute sulle future attività umane sulla Luna.

## Sviluppo
La missione è stata sviluppata dall'Ames Research Center della NASA. Nell'agosto del 2011 ha superato una revisione critica e ciò ha consentito di proseguire con la costruzione della sonda. Nel dicembre del 2012 è stata completata la fase di assemblaggio. La fase dei test pre-lancio è iniziata con quelli meccanici - che includiono i test acustici, la verifica della resistenza alle vibrazioni e agli urti - eseguiti presso il National Technical Systems in California nel gennaio del 2013 ed è terminata nell'aprile seguente presso l'Ames Research Center dove sono stati condotti i test elettromagnetici e termici.
La sonda è stata quindi trasportata al luogo di lancio, la Wallops Flight Facility in Virginia, raggiunto nel luglio del 2013. Nell'agosto seguente è stato completato il bilanciamento della sonda, che è stata rifornita del propellente e caricata sul razzo Minotaur V che dovrebbe portarla nello spazio, pronta per la finestra di lancio che si apre il 6 settembre.

## Caratteristiche tecniche

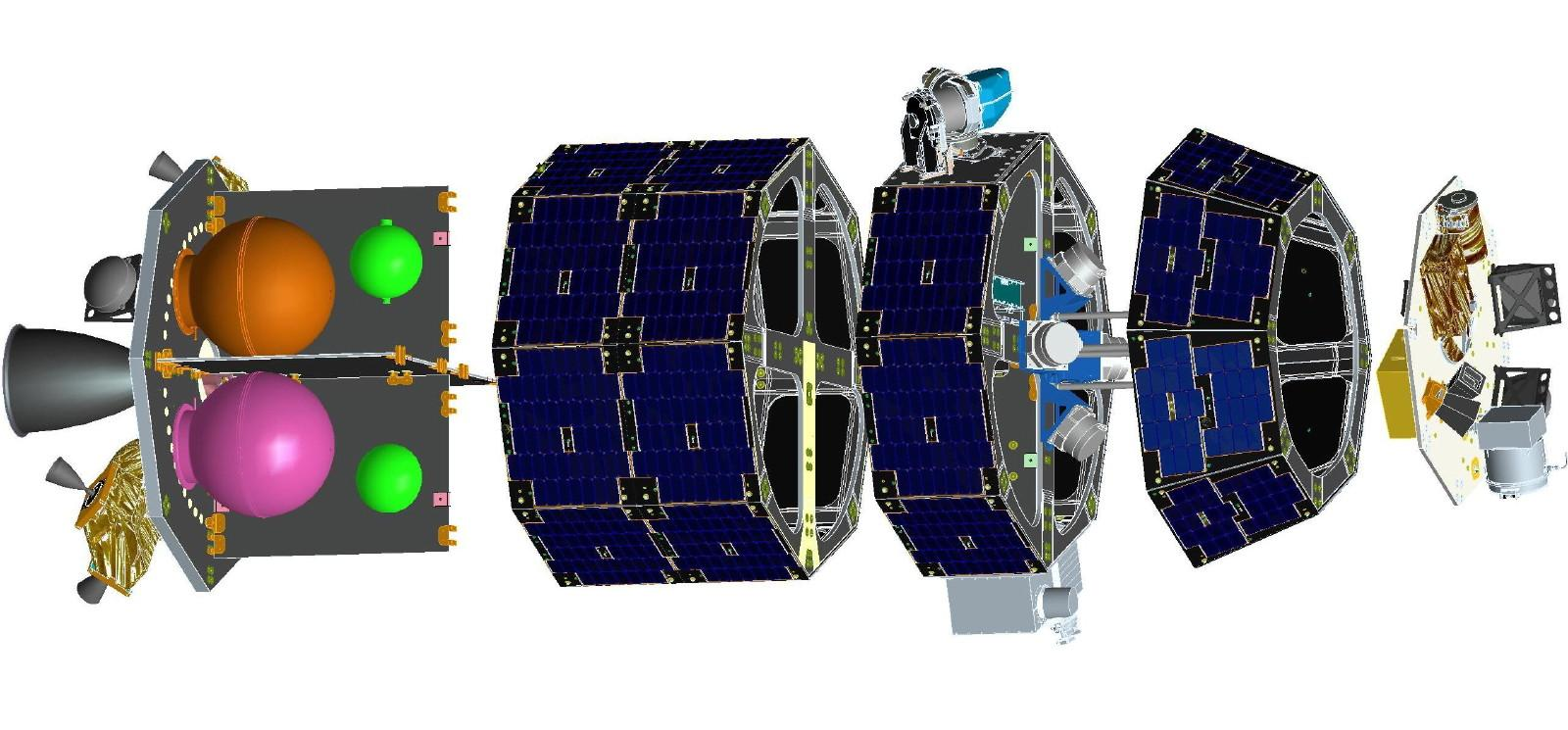
Modello della sonda.

Il corpo della sonda aveva una forma cilindrica, con un diametro di 1,85 metri e un'altezza di 2,37 metri in composito di carbonio, basato sul Modular Common Spacecraft Bus (common bus). Al momento del lancio il peso della sonda era di 383 kg, mentre a secco era di 248,2 kg.
La sonda era spinta da un motore a razzo a bi-propellente liquido (nello specifico, il combustibile era monometilidrazina, mentre il comburente era costituito da una miscela di ossigeno ed azoto), in grado di generare una spinta di 455 N. Il satellite era stabilizzato a tre assi, attraverso l'utilizzo di ruote di reazione ed un'unità di misura inerziale; per la determinazione dell'assetto sono stati utilizzati un sensore solare e due sensori stellari. Inoltre, erano presenti 4 motori da 22 N utilizzabili per il controllo d'assetto e, soprattutto, per la desaturazione delle ruote di reazione quando necessario.
Il satellite era alimentato da trenta pannelli fotovoltaici montati sulla superficie laterale esterna del corpo della sonda, in grado di fornire una potenza di 295 W. Il sistema elettrico era completato da un accumulatore agli ioni di litio, con una capacità di 28 Ah e un potenziale di 28 volt. Per le comunicazioni con la Terra, oltre al Lunar Laser Com Demo (un dimostratore tecnologico per la comunicazione laser tra satelliti), la sonda era dotata di un'antenna a medio guadagno e di un'antenna omnidirezionale.

## Strumenti scientifici

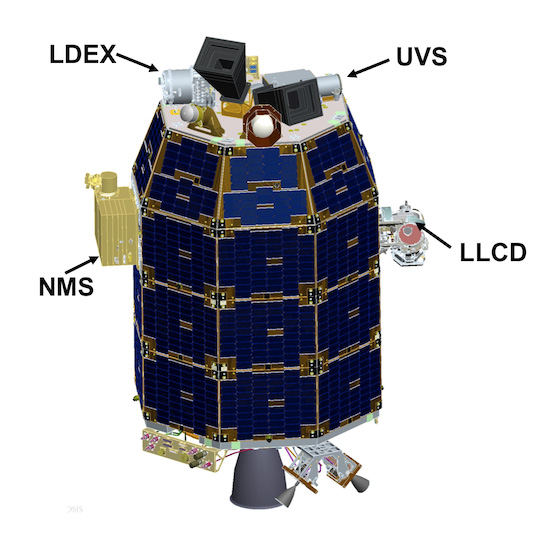
Disposizione degli strumenti scientifici a bordo di LADEE.

LADEE era equipaggiato con tre strumenti scientifici:
- Neutral Mass Spectrometer (NMS): spettrometro di massa che ha condotto misurazioni in situ delle particelle che compongono l'esosfera lunare. Utilizzando un analizzatore a quadrupolo era in grado di rilevare la presenza di metano, zolfo, ossigeno, silicio, kripton, xeno, ferro, alluminio, titanio, magnesio, ossidrile, acqua[3] e di ogni altra specie chimica avente una massa compresa tra 2 e 150 unità di massa atomica.[2] Lo strumento nasce come rielaborazione del Sample Analysis at Mars (SAM) del Mars Science Laboratory (Curiosity).[2]
- Ultraviolet and Visible Light Spectrometer (UVS): un secondo spettrometro operante a lunghezze d'onda comprese tra 230×10810 nm,[2] ovvero nel visibile e nell'ultravioletto, che ha analizzato la composizione della polvere sospesa nell'atmosfera lunare, alla ricerca di alluminio, calcio, ferro, potassio, litio, sodio, silicio, trizio, bario, magnesio, acqua ionizzata e ossigeno.[3] Lo strumento era composto di due telescopi: uno seguiva il moto solare e ne analizzava, in particolare, le albe ed i tramonti registrando l'affievolimento della luce solare dovuto alle polveri in sospensione nell'atmosfera e nell'esosfera lunare; l'altro era orientato verso il terminatore o il mezzogiorno locale e, durante ogni osservazione, veniva puntato 20 km al di sopra del limbo lunare e successivamente ruotato fino ad avere la superficie nel proprio campo di vista.[2] UVS nasce da una riebolazione dell'analogo strumento a bordo di LCROSS.[2]
- Lunar Dust EXperiment (LDEX): un sensore in grado di rilevare gli impatti delle particelle di polvere sospese nell'esosfera, con dimensione di 0,3 μm o superiori.[3] LDEX eredita la tecnologia sviluppata per strumenti analoghi volati a bordo delle missioni HEOS 2, Galileo, Ulysses e Cassini.[2]

LADEE è stato inoltre utilizzato per testare un sistema di comunicazione ottica ed è stato pertanto dotato del Lunar Laser Com Demo (LLCD), che ha fatto uso di un laser per ricevere e trasmettere i dati a tre stazioni terrestri. È stata in tal modo testata la tecnologia che la NASA prevede di utilizzare nel satellite Laser Communication Relay Demonstration (LCDR), il cui lancio è previsto per il 2017.

## Panoramica di missione

### Lancio

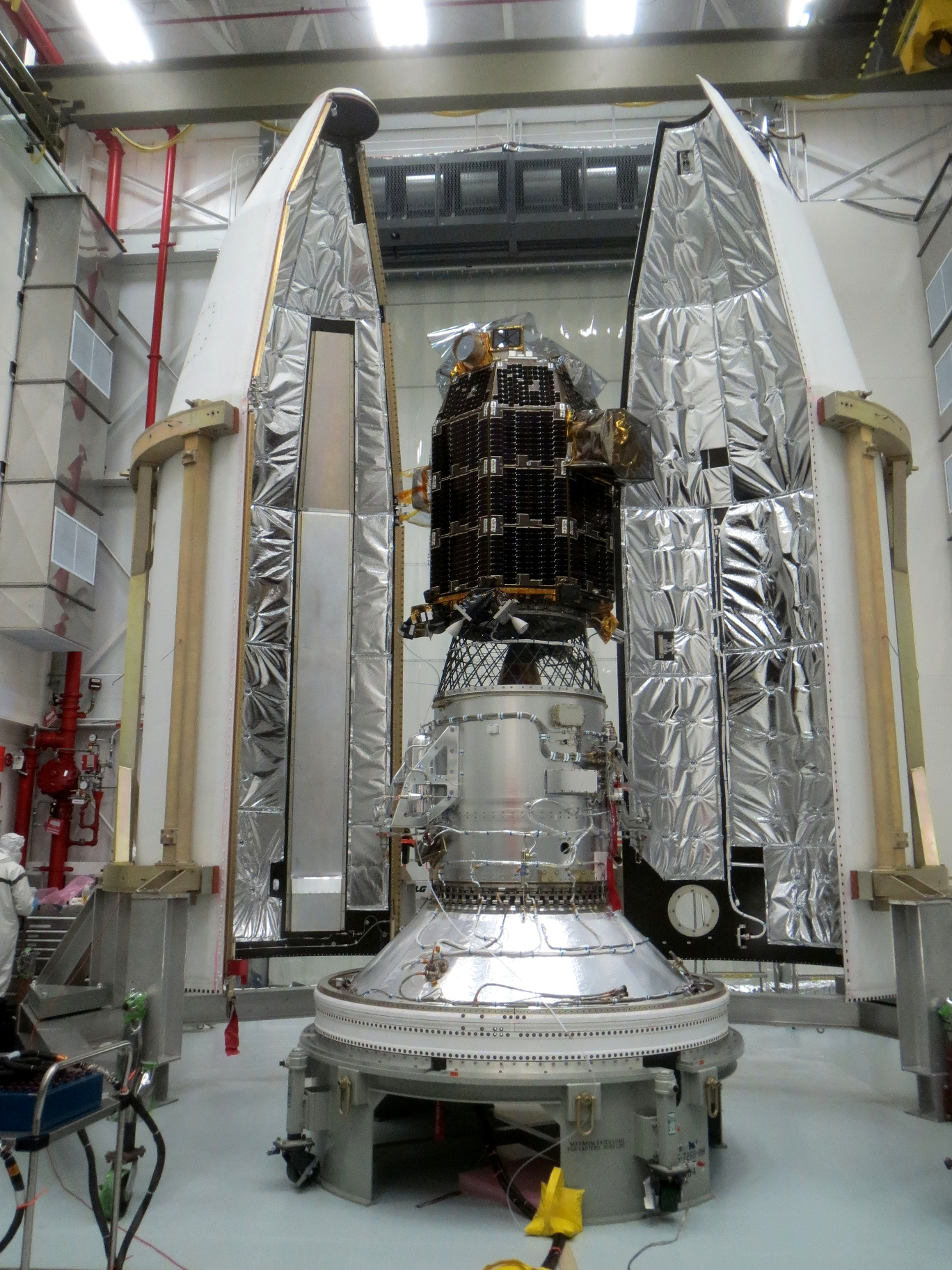
LADEE montata nell'ogiva del razzo Minotaur V.

Il lancio del Lunar Atmosphere and Dust Environment Explorer è avvenuto alle 3:27 UTC del 7 settembre 2013 (corrispondenti alle locali 23:27 del 6 settembre), a bordo del vettore Minotaur V, al suo primo lancio, prodotto dalla Orbital Sciences Corp. Il Minotaur V è un razzo a propellente solido a cinque stadi, derivato dal precedente Minotaur IV. Il lancio è stato gestito dal Goddard Space Flight Center ed è avvenuto dalla Wallops Flight Facility, in Virginia. LADEE è stata la prima missione per lo spazio profondo ad essere lanciata da tale località, prossima alle aree densamente popolate della costa orientale degli Stati Uniti; Il lancio è stato quindi visibile da una vasta area che va dal New Hampshire a Nord alla Carolina a Sud.
Le finestre di lancio dalla Wallops Flight Facility per la Luna si sarebbero presentate come brevi intervalli della durata di alcuni minuti in cinque-sette giorni, che si sarebbero ripetuti per circa tre volte al mese.
La fase di lancio si è conclusa in circa 22 minuti, con la separazione della sonda dal quinto stadio del Minotaur V. La comunicazioni sono state gestite attraverso la stazione Hartebeesthoek, in Sudafrica.

### Crociera

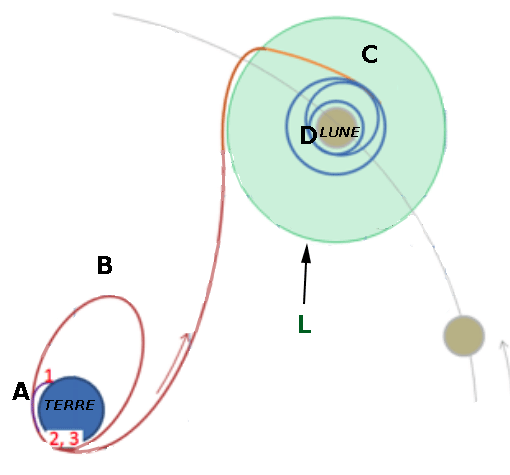
Rappresentazione schematica della traiettoria seguita da LADEE per raggiungere la Luna.

Il vettore ha immesso LADEE in un'orbita ellittica geocentrica con apogeo a 50 r⊕ e periodo di 6,3 giorni. I progettisti hanno evitato un trasferimento diretto verso la Luna ed hanno programmato una strategia di trasferimento meno costosa (in termini di carburante). Una prima manovra è programmata al perigeo di questa prima orbita (indicata come A1), quando un'accensione del motore principale della sonda incrementerà l'apogeo della successiva (A2) ed il suo periodo orbitale (portandolo ad 8 giorni). Una seconda manovra, eseguita al perigeo di A2, porterà al sonda a percorrere un'orbita con apogeo superiore ai circa 60 r⊕ corrispondenti all'orbita della Luna (con un periodo di 10,4 giorni). Infine, un'ultima manovra in corrispondenza del perigeo di A3 porterà la sonda su un'orbita iperbolica rispetto alla Luna, che sarà raggiunta 5,25 giorni dopo.
Durante questa fase di circa 30 giorni, è state verificata la funzionalità della sonda e l'eccesso di potenza generato dai pannelli fotovoltaici è stato utilizzato per testare il sistema di comunicazione ottica, Lunar Laser Com Demo.

### Orbita circumlunare

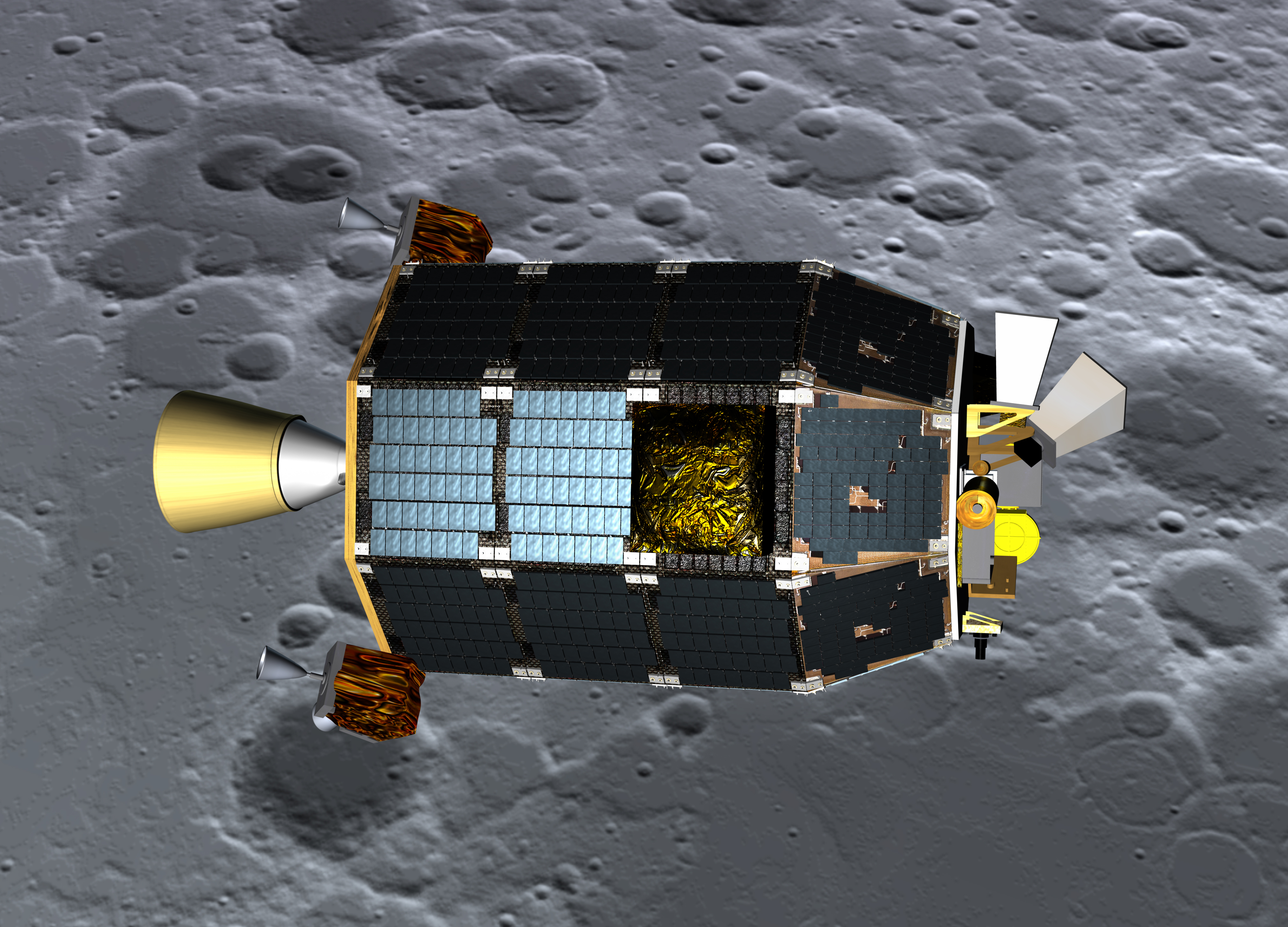
Raffigurazione artistica di LADEE in orbita attorno alla Luna.

Una nuova accensione del motore principale è avvenuta due minuti dopo il superamento del periselenio dell'orbita di trasferimento; tale manovra, cui ha corrisposto un delta-v di 267 m/s, ha portato la sonda su un'orbita ellittica selenocentrica, con periodo di due giorni. Due successive manovre, cui corrisponde rispettivamente un delta-v di 296 m/s e 239 m/s, hanno circolarizzato l'orbita.
Le esigenze degli strumenti hanno imposto che la quota del periapside fosse mantenuta tra i 20 ed i 50 km, mentre quella dell'apoapside tra i 60 e gli 80 km. L'orbita aveva un'inclinazione di 157°. All'inserimento in orbita lunare sono seguiti quaranta giorni di verifica della funzionalità della sonda. È seguita una fase scientifica nominale di 100 giorni, che è stata estesa di altri 22. Sono state previste varie tipologie di orbite, in base alle modalità di acquisizione dei dati dei singoli strumenti.

### Termine della missione

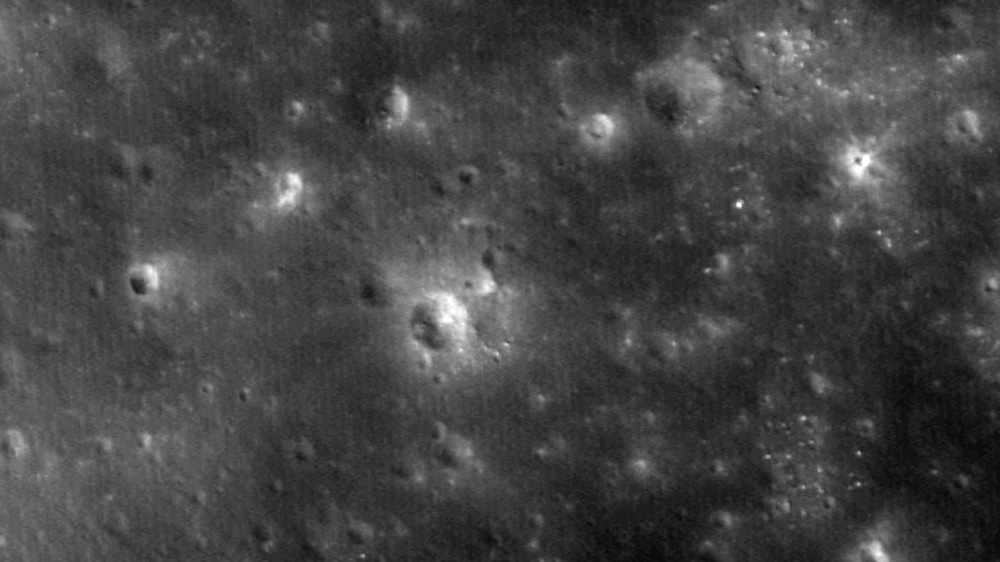
Il sito dell'impatto del LADEE è la macchiolina chiara in alto a destra del cratere Sundman (al centro)

L'11 aprile 2014 è stata eseguita l'ultima manovra di correzione dell'orbita, attraverso la quale la sonda è stata spostata su una traiettoria che l'avrebbe mantenuta entro una distanza di 2 chilometri dalla superficie lunare. La sonda ha quindi subito un progressivo abbassamento dell'orbita che l'ha portata in ultimo ad impattare sulla faccia nascosta il 17 aprile 2014, tra le 4:30 e 5:22 UTC. L'abbassamento della quota di volo delle ultime orbite ha permesso l'acquisizione di importanti dati scientifici.
Il sito dell'impatto è stato identificato nell'ottobre del 2014 in immagini scattate dal Lunar Reconnaissance Orbiter.

## Principali risultati scientifici
Trovate tracce di neon nell'atmosfera della Luna.